# Ташкичу (Белебеевский район)
Ташкичу (баш. Ташкисеү) — упразднённая в 2005 году деревня Метевбашевского сельсовета Белебеевского района Республики Башкортостан.

## География
Стоит на небольшом притоке реки Метев, к западу от д. Аккаин.

### Географическое положение
Расстояние до:
- районного центра (Белебей): 25 км,
- центра сельсовета (Метевбаш): 3 км,
- ближайшей ж/д станции (Белебей): 25 км.

## История
Название происходит от назв. брода Ташкисеү (таш ‘каменистый’ и кисеү ‘брод’).
Закон Республики Башкортостан «О внесении изменений в административно-территориальное устройство Республики Башкортостан в связи с образованием, объединением, упразднением и изменением статуса населенных пунктов, переносом административных центров» от 20 июля 2005 года N 211-з, ст.1 гласил:

4. Упразднить следующие населенные пункты:
8) в Белебеевском районе:

з) деревню Ташкичу Метевбашевского сельсовета

## Население
На 1 января 1969 года проживали 128 человек; преимущественно татары и башкиры.